# Granice Rumunii

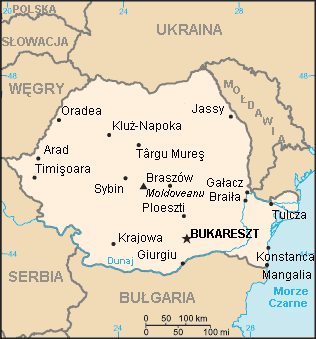
Mapa Rumunii wraz z państwami graniczącymi z nią

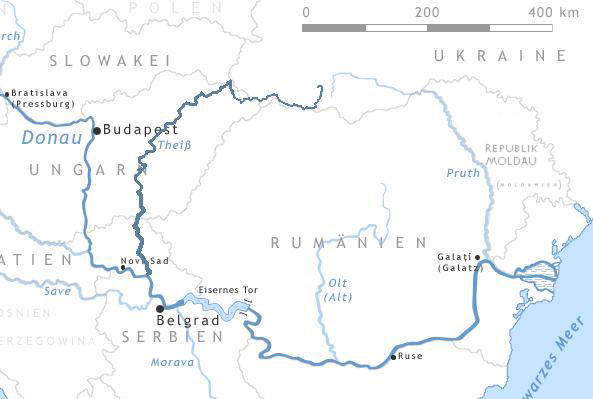
Rzeki graniczne Rumunii

Rumunia graniczy od 1991 roku z pięcioma państwami. Łączna długość granic tego kraju wynosi 3149,9 km. Granice lądowe mają 1085,6 km, a granice wzdłuż wód powierzchniowych 1816,9 km. Ponadto Rumunia na odcinku 247,4 km na wschodzie posiada dostęp do Morza Czarnego. Powierzchnia Rumunii wynosi 238 391 km².

## Przebieg granic Rumunii
Granice lądowe Rumunii są w 2/3 wyznaczone przez naturalne akweny, w głównej mierze przez rzeki. Na południu rzeką graniczną jest Dunaj – w ciągu tej rzeki przebiega większość granic Rumunii z Serbią i Bułgarią, a także częściowo z Ukrainą i w bardzo małym fragmencie z Mołdawią. Na wschodzie rzeką graniczną jest Prut – na całej długości wyznacza granicę z Mołdawią. Z kolei inny odcinek granicy z Ukrainą przebiega wzdłuż Cisy.

## Państwa graniczące z Rumunią i jej przygraniczne okręgi
| Państwo  | Długość granicy (km) | Przygraniczne okręgi Rumunii                                    |
| -------- | -------------------- | --------------------------------------------------------------- |
| Bułgaria | 631,3                | Aluta, Cǎlǎrași, Dolj, Giurgiu, Konstanca, Mehedinți, Teleorman |
| Mołdawia | 681,3                | Botoszany, Gałacz, Jassy, Vaslui                                |
| Serbia   | 546,4                | Caraș-Severin, Mehedinți, Temesz                                |
| Ukraina  | 649,4                | Botoszany, Marmarosz, Satu Mare, Suczawa, Tulcza                |
| Węgry    | 448                  | Arad, Bihor, Satu Mare, Temesz                                  |

### Dodatkowe informacje
Granice Rumunii z Mołdawią, Serbią i Ukrainą są granicami zewnętrznymi Unii Europejskiej i NATO – Rumunia jest członkiem obu wspólnot. Granica z Węgrami to granica zewnętrzna strefy Schengen. Obywatele Polski wybierający się do Rumunii muszą więc posiadać przy sobie dowód osobisty, bądź paszport.

Zmiany granic Rumunii pomiędzy rokiem 1859 a 2010

## Historyczne granice Rumunii
Od początków istnienia (1878) do 1918 Rumunia obejmowała trzy krainy historyczne: Dobrudżę, Mołdawię i Wołoszczyznę i posiadała granice z Rosją, Austro-Węgrami, Bułgarią i Turcją (od 1913 tylko z Bułgarią). Po I wojnie światowej przyłączono do niej także Banat, Besarabię i Siedmiogród, tworząc tzw. Wielką Rumunię (România Mare). W latach 1918–1939 Rumunia graniczyła z Rosją Radziecką (ZSRR), Polską, Czechosłowacją, Węgrami, SHS (Jugosławią) i Bułgarią. Podczas II wojny światowej kraj stracił większość obszarów zagarniętych w dwudziestoleciu międzywojennym, m.in. Besarabię. Graniczył wtedy z Komisariatem Rzeszy Ukrainą, Generalną Gubernią, Węgrami, Serbią i Bułgarią. Granice Rumunii wytyczone po 1945 nie uległy zmianie do dziś. Zmieniały się jedynie państwa z nią graniczące. Do 1991 były to: ZSRR, Węgry, Jugosławia i Bułgaria, natomiast po 1991: Ukraina, Mołdawia, Węgry, Serbia (także Serbia i Czarnogóra oraz Jugosławia) i Bułgaria.